# لويس بريسكو
لويس بريسكو (بالإنجليزية: Louis Briscoe)‏ (2 أبريل 1988 في المملكة المتحدة - ) هو لاعب كرة قدم بريطاني في مركز الوسط. شارك مع منتخب إنجلترا لكرة القدم C ‏. أما مع النوادي، فقد لعب مع بورت فايل ونادي توركي يونايتد ونادي ريكسهام ونادي هدنسفورد تاون وIlkeston F.C. ‏ وستافورد رينجرز وGresley Rovers F.C. ‏ وليك تاون ‏ وMickleover F.C. ‏ ونادي مانسفيلد تاون ونونيتون بورو ‏ ونادي تاموورث.

## وصلات خارجية
- لويس بريسكو على موقع قاعدة بيانات كرة القدم.إي يو (الإنجليزية)
- لويس بريسكو على موقع Soccerbase.com (لاعب) (الإنجليزية)
- لويس بريسكو على موقع Soccerway.com (الإنجليزية)